# Mitologia grecoromana

Els grecs al sud de la península Itàlica i Sicília (Magna Grècia):
Grecs del nord-oest
Aqueus
Dòrics
Jònics

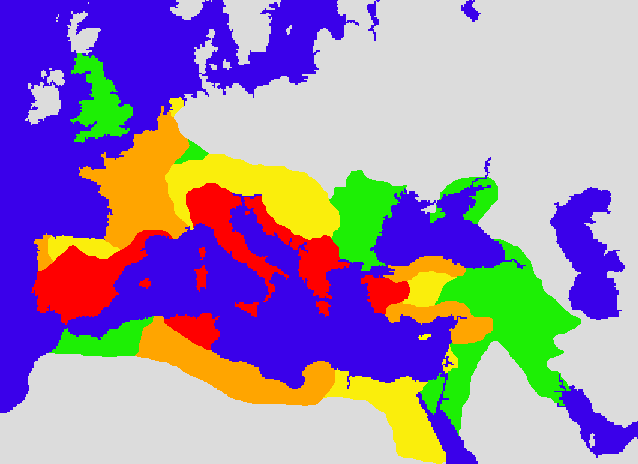
Mapa de l'Imperi Romà en diferents moments de la seva expansió:
133 aC
44 aC
14 dC
117 dC

La mitologia grega i la romana són esmentades sovint com una única cosa, fet que es va iniciar a partir de la convivència amb els veïns grecs, la conquesta romana del territori grec i es va anar consolidant amb el pas dels segles.

## La fusió de creences
A partir del segle viii aC, la població grega va començar a créixer més que les terres de conreu disponibles. Segons l'historiador Mogens Herman Hansen, el nombre d'habitants va passar de 700.000 a gairebé 10 milions entre l'any 800 i el 250 aC. Això va ser la causa d'una expansió que, des del 750 aC, va durar 250 anys. Els grecs van fundar colònies per tota la costa de la mediterrània, el conjunt de colònies més important (la Magna Grècia) es va establir al sud de la península Itàlica.
Vers el 345 aC, Roma va dirigir el seu expansionisme cap al sud; el seu principal enemic a la zona eren els samnites, els quals van vèncer els romans a la batalla de les Forques Caudines (321 aC). Malgrat algunes derrotes com aquesta, a principis del segle iii aC, els romans acabaren sotmetent les ciutats gregues del sud. Més tard els grecs van cercar l'aliança dels romans per protegir-se de l'expansió macedònia i selèucida (vegeu: Mitridates VI Eupator), aliança que va acabar sent una dominació romana.

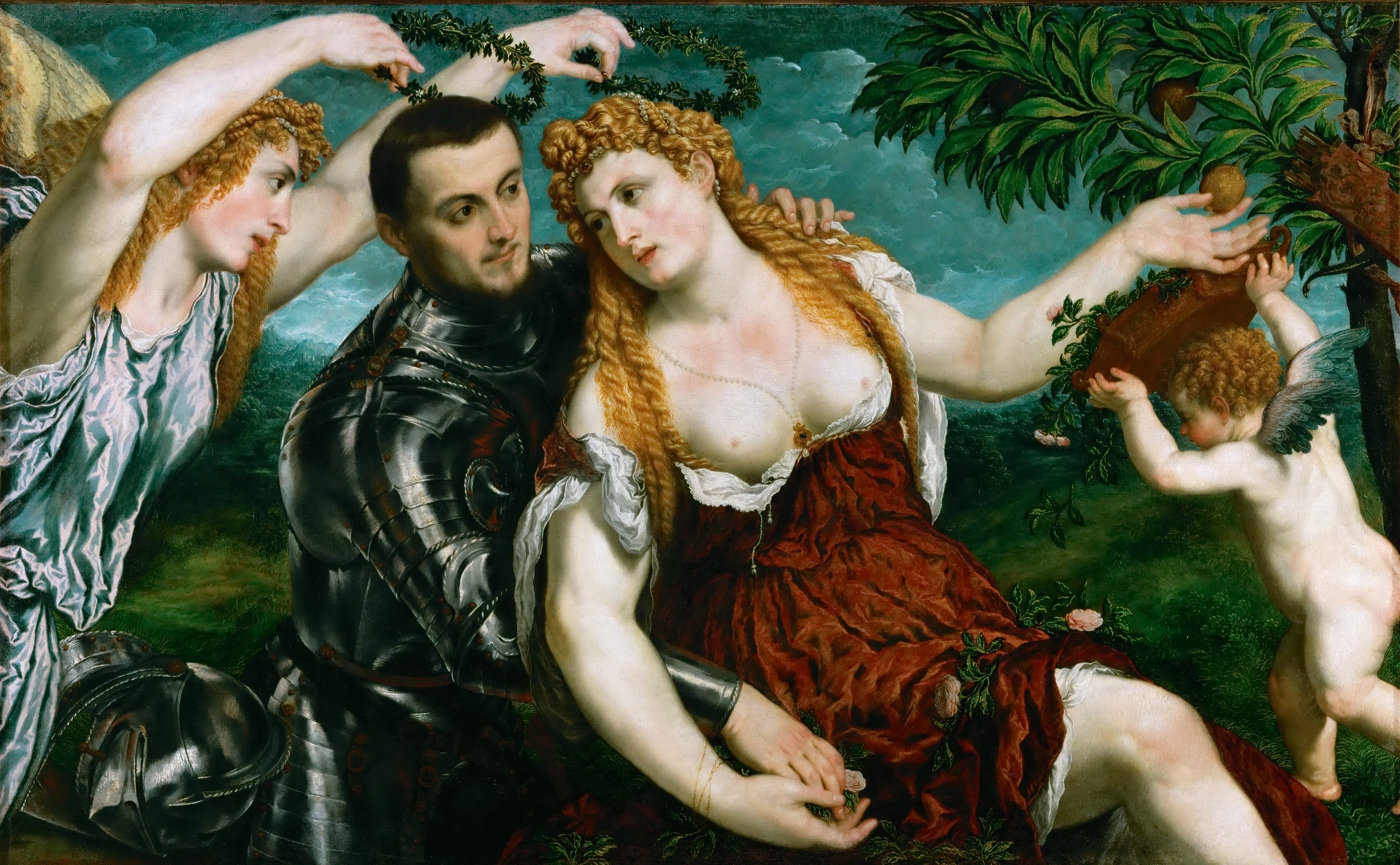
El primitiu Mart dels romans, tenia alguns punts de semblança amb Apol·lo, però se li van afegir les històries mitològiques del grec Ares i aquesta identificació és la que van fer servir preferentment els artistes. En aquesta imatge:Venus, Mart i Cupido coronats per Victòria, pintura de Paris Bordone (1500-1571).

Respecte als pobles vençuts, Roma actuava de dues maneres: per una part tenien la creença que si prenien les imatges que veneraven els seus enemics, els déus als que representaven a partir d'aquell moment serien favorables als romans; per altra banda practicaven l'interpretatio romana, buscant les semblances en els cultes per tal d'aconseguir amb el temps uns ciutadans que, tot i no haver nascut a Roma, es consideressin romans, lluitessin en l'exèrcit romà quan calgués i paguessin els impostos de bon grat. Un exemple de la primera manera d'actuar va ser quan els romans, que estaven en guerra amb els cartaginesos, van prendre la imatge d'Afrodita Erycina, venerada pels sicilians, aliats dels cartaginesos, perquè canviés el seu patronatge i passés a protegir-los. En arribar a Roma li van construir un temple al turó Capitoli, només calia canviar el nom d'Afrodita pel de  Venus, que era una deessa ja venerada des d'antic pels romans i que tenia atributs i funcions semblants.
Per altra banda, els romans eren uns grans admiradors de la literatura grega i el tema principal de la seva poesia era la mitologia. Els poetes en llengua llatina van fer noves versions de les llegendes narrades pels poetes grecs, canviant el nom dels déus, de manera que per als lectors romans van esdevenir històries pròpies. L'esforç per identificar els déus dels uns amb els déus dels altres va provocar, de vegades, canvis en el caràcter d'alguns, dos exemples es poden veure en: Mart i Neptú. Mart era en principi un déu de caràcter agrícola, protector de la terra i del territori; amb la identificació amb Ares va adquirir preferentment un caràcter guerrer. En el cas de Neptú, el concepte de déu de les aigües va ser un afegit procedent de la identificació amb Posidó. L'equiparació no va ser possible en tots els casos, per exemple el déu grec Apol·lo no va trobar un equivalent romà que hi encaixés del tot, el seu culte va passar als romans per adopció i sense canvi de nom. El cas invers també es va donar, ja que el nombre de déus venerats pels romans era superior al dels grecs, i diversos déus romans no van trobar un paral·lel grec:Consus, Furina, Vejovis, etc.
Abans del contacte amb la cultura grega, els romans ja tenien una mitologia pròpia, força antiga. Quan el cristianisme es va imposar per tot l'Imperi Romà, la resta de cultes es van reduir a una sola cosa: paganisme. Durant l'edat mitjana l'estudi de la història de les religions estava prohibit, per por que sorgissin dubtes i perdre creients cristians; a més molts textos en llengua grega s'havien perdut. El desconeixement va afavorir que s'arribés a pensar que la mitologia romana era una mera còpia de la mitologia grega.
Georges Dumézil, en els seus estudis de mitologia comparada, va deixar entreveure que la identificació entre ambdues mitologies va ser possible perquè tant els grecs com els romans tenen una mateixa procedència, són pobles indoeuropeus i els avantpassats de tots dos pobles havien tingut unes mateixes creences religioses.

## Equiparació de déus
Ací hi ha una relació de correspondències dels déus grecoromans, primer el nom grec i després el romà:
- Afrodita - Venus
- Ares - Mart
- Hermes - Mercuri
- Zeus - Júpiter
- Hera - Juno
- Posidó - Neptú
- Atena - Minerva
- Àrtemis - Diana
- Hefest - Vulcà
- Apol·lo, que en la mitologia romana apareix amb el mateix nom